# 一式七粍九旋回機銃
一式七粍九旋回機銃（いっしきななみりきゅうせんかいきじゅう）は、大日本帝国海軍の軍用機に搭載された機関銃（航空機関銃）である。陸軍の九八式旋回機関銃同様、MG 15 機関銃のライセンス生産品。

## 開発・運用
1940年（昭和15年）6月、陸軍の九八式旋回機関銃が仮制式に制定された。これはドイツのラインメタル社のMG 15 機関銃をライセンス生産したもので、MG15は従来の九二式七粍七旋回機銃に比べ発射速度が速く、命中精度が良く、弾丸威力も高かった。
陸軍の採用もあり、海軍では1941年（昭和16年）3月に陸軍から図面を譲渡してもらい、国産化を図った。翌1942年（昭和17年）3月に制式採用され、同年4月から量産に入った。1943年（昭和18年）4月から彗星の銃座に装備が開始されたほか、1944年（昭和19年）に採用された彩雲に搭載された。
小型機用の旋回機銃として二式十三粍旋回機銃（ドイツのMG 131 機関銃のライセンス生産品）が開発され次第、逐次交換される予定であったが、この機銃の出現が遅れたため、終戦まで小型機用の旋回機銃の主力であった。
オリジナルのMG15や陸軍の九八式と異なり、フロントグリップが追加されているなど若干の形状の違いがある。

## 使用弾薬
使用弾薬は7.92x57mmモーゼル弾である。弾種は普通弾、徹甲弾、曳光弾、焼夷弾一型、焼夷弾二型（炸裂弾）がある。
- 普通弾薬包一型　普通弾。弾丸重量11.7g。[1][4]
- 曳跟弾薬包一型　曳光弾。弾丸重量9.7g。[1][4]
- 徹甲弾薬包一型　徹甲弾。弾丸重量11.7g。[1][4]
- 焼夷弾薬包一型　焼夷弾。弾丸重量10.4g。焼夷剤（黄燐）0.65gを内蔵。[1][4]
- 焼夷弾薬包二型　特殊焼夷弾（炸裂弾）。第一焼夷剤（ヘキソーゲン・ペントリット）0.26g、第二焼夷剤（ヘキソーゲン・アルミニウム）0.70gを頭部に内蔵。[1][4]